# Воронов Євген Сергійович
Євген Сергійович Воронов  (рос. Евгений Сергеевич Воронов, 7 травня 1986) — російський баскетболіст, олімпійський медаліст.

## Виступи на Олімпіадах
| Олімпіада   | Дисципліна | Місце |
| ----------- | ---------- | ----- |
| Лондон 2012 | баскетбол  | 3     |

## Зовнішні посилання
- Досьє на sport.references.com [Архівовано 5 березня 2016 у Wayback Machine.]